# Универзално координисано време
 (енгл.  — „Универзално координисано време”) јесте високо-прецизно стандардно атомско време које отприлике прати универзално време. Базирано по законима разних земаља света: временске зоне на Земљи су приказане негативно или позитивно од UTC времена. Други називи за ово време је Зулу, Гриничко време и -GMT-.
На пример, у овој кутијици пише UTC време када је ова страница учитана на ваш рачунар.
UTC је системско време које се користи по многим Интернет и WWW стандардима. Network Time Protocol је подешен да синхронизује сатове многих рачунара преко Интернета према UTC-у. UTC се такође користи у авијацији. Метеоролошке станице, летови и ваздушни саобраћај, као и све мапе користе UTC, да се не би помешало са летњим рачунањем времена.
Због практичних разлога, разлика између UTC и GMT времена је јако мала и због тога се често користи назив GMT, иако, технички није исправно.

## Скраћеница
Скраћеница UTC је резултат компромиса. Енглески стручњаци су предлагали скраћеницу CUT („coordinated universal time”), док су француски предлагали TUC („temps universel coordonné”). Како би стандард био у потпуности прихваћен, узета је варијанта UTC.